# Muhlenbergia pectinata
Muhlenbergia pectinata là một loài thực vật có hoa trong họ Hòa thảo. Loài này được Goodd. mô tả khoa học đầu tiên năm 1941.